# Horst Steible
Horst Steible (* 30. April 1941 in Lörrach) ist ein deutscher Altorientalist.
Horst Steible studierte an der Universität Freiburg, an der École du Louvre und an der Universität Heidelberg Orientalistik und Islamwissenschaften. 1967 wurde er bei Oluf Krückmann in Freiburg zum Dr. phil. promoviert. Anschließend arbeitete er als Assistent an der Universität Freiburg, habilitierte sich 1972 und war anschließend Universitätsdozent. 1980 wurde er zum C2-Professor der Sumerologie ernannt. 2006 trat er in den Ruhestand.
Steible beschäftigt sich hauptsächlich mit sumerischen Bau- und Weihinschriften, denen er neben seinen Qualifikationsschriften mehrere Aufsätze sowie grundlegende Editionen widmete.

## Schriften (Auswahl)
- Ein Lied an den Gott Haja mit Bitte für den König Rimsîn von Larsa. Freiburg 1967 (Dissertation)
- Rīmsîn, mein König. Drei kultische Texte aus Ur mit der Schlussdoxologie dri-im-dsîn lugal-mu. Wiesbaden 1975 (Habilitationsschrift)
- Die altsumerischen Bau- und Weihinschriften. Teil 1. Inschriften aus Lagaš. Wiesbaden 1982
- Die altsumerischen Bau- und Weihinschriften. Teil 2. Kommentar zu den Inschriften aus Lagaš, Inschriften ausserhalb von Lagaš. Wiesbaden 1982
- mit Hermann Behrens: Glossar zu den altsumerischen Bau- und Weihinschriften. Wiesbaden 1983
- Die neusumerischen Bau- und Weihinschriften. Teil 1: Inschriften der II. Dynastie von Lagaš. Stuttgart 1991
- Die neusumerischen Bau- und Weihinschriften. Teil 2: Kommentar zu den Gudea-Statuen, Inschriften der III. Dynastie von Ur, Inschriften der IV. und "V." Dynastie von Uruk, Varia. Stuttgart 1991